# Ľudovít Winter

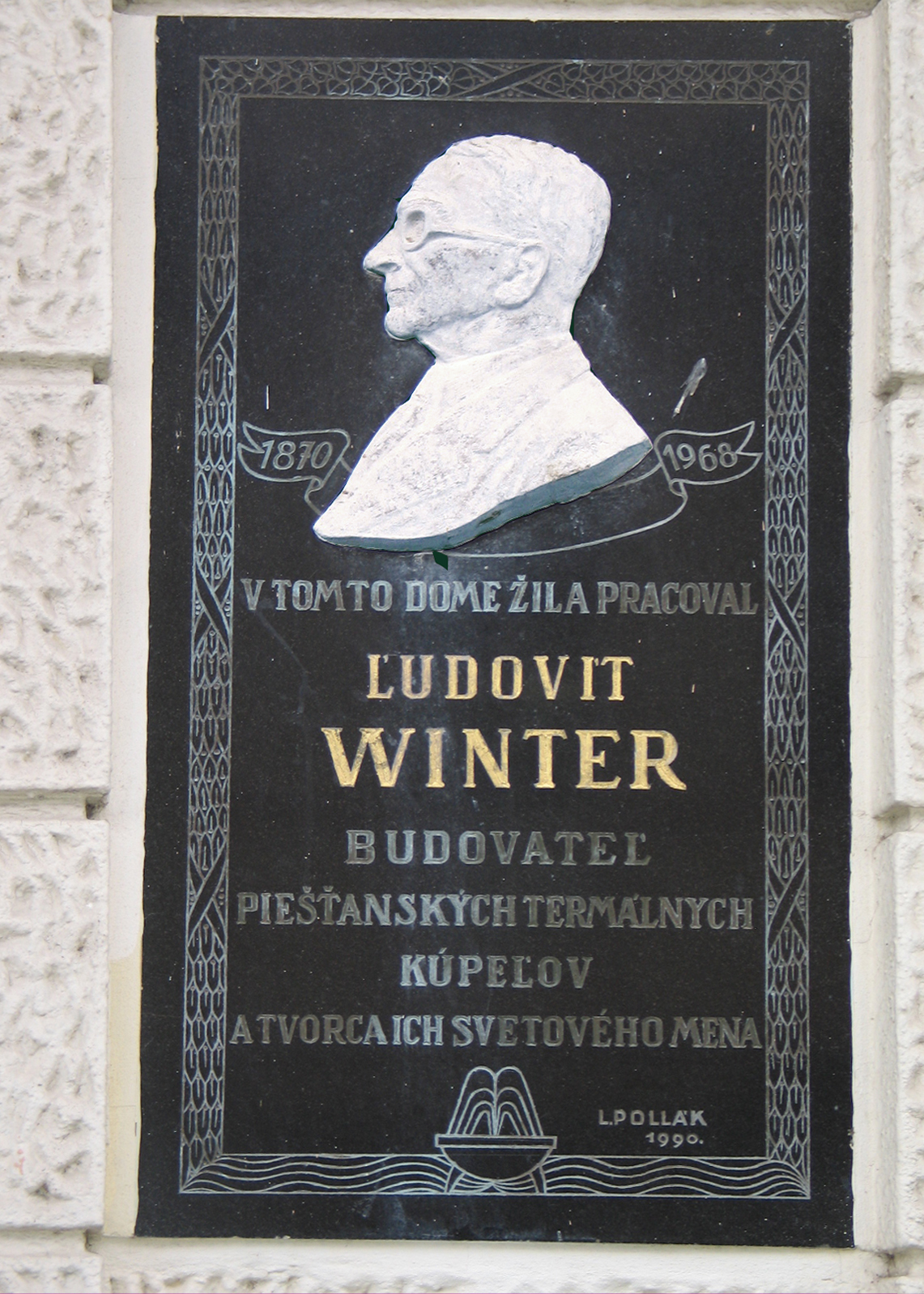
Gedenktafel an Ľudovít Winter in Piešťany

Ľudovít Winter (auch unter dem ungarischen Vornamen Lajos, * 1. November 1870 in Šahy, Königreich Ungarn (heute Slowakei); † 15. September 1968 in Piešťany, in der Tschechoslowakei (heute Slowakei)) baute den Kurbetrieb in Piešťany auf.

## Leben
Ľudovít Winter wurde am 1. November 1870 in der Stadt Šahy in Königreich Ungarn (heutige Slowakei) als drittes von vier Kindern von Alexander und Henriette Winter geboren. Ľudovít begann ein Studium an der Technischen Hochschule in Wien. Sein Vater pachtete im Jahre 1889 für zunächst 30 Jahre vom Grafen František Erdődy den Kurort Piešťany, der Vertrag wurde später immer wieder verlängert. Ľudovít Winter beendete sein Studium nie, da sein Vater ihn zu sich nach Piešťany zur Unterstützung bei der Leitung seiner Firma zurückrief. Ľudovít musste ab 1890 als 20-Jähriger schon große Verantwortung übernehmen. Im Jahr 1902 heiratete Winter Leona Schauer, die Witwe seines älteren Bruders Ferencz, um die und deren zwei Kinder er sich zu kümmern vermochte. Nach dem Tod seines Vaters im Jahre 1909 übernahm er schließlich die Leitung der Firma ganz. Unter dem Einfluss von Ľudovít Winter wurden in Piešťany die auch heute noch bedeutendsten Bauwerke errichtet, wie das Arbeiterspital, der Kursalon, die Franz-Joseph-Bäder, Pro Patria und der größte Stolz der Stadt, das Hotel Thermia Palace, sowie das Bad Irma, das bis heute weltweiten Ruf genießt.

### Ľudovít Winters Bauwerke in Piešťany
Im Jahr 1889 war sein Vater Alexander Winter inzwischen schon 60 Jahre alt, und ihm ging allmählich das Geld aus, ohne dass im Kurort auch nur ein Hotel oder ein Zimmer zusätzlich entstanden war. Schon allein die Restaurierung der bestehenden Gebäude kostete ihn ein Vermögen. Also holte er sich Hilfe von Ľudovít Winter, einem seiner drei Söhne, der zu jener Zeit in Wien an der Technischen Hochschule studierte. Mit seinen 20 Jahren übernahm er die Leitung über das gesamte neue Unternehmen seines Vaters, darunter die Obsorge für 300 Kranke, die zu versorgen waren, die Erhaltung der Disziplin unter 200 Angestellten und die Handhabung der Schulden, die nun auf ihm lastete.

#### Das Krankenhaus
Sein erstes Projekt war der Bau eines Krankenhauses, da Probleme mit Kranken auftraten, die sich den Besuch des Kurorts nicht leisten konnten. Hier siegte die soziale Seite Winters, und er ließ gleich in unmittelbarer Nähe zum Kurort ein Spital errichten. An einer Stelle, an dem sich zu jener Zeit nur Viehställe für Rindern befanden, ließ er das damals so genannte „Krankenhaus für die Arbeiter“ errichten. Bis heute steht in Piešťany dieses damals von Winter erbaute Krankenhaus und heißt heute, benannt nach dem Vater Ľudovíts Nemocnica Alexandra Wintera.

#### Der Krückenbrecher

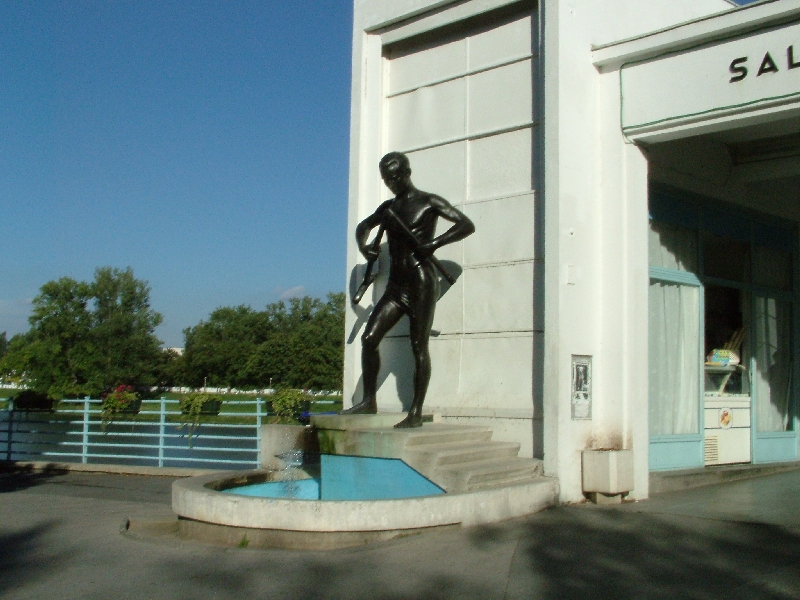
Krückenbrecher, Kurort Piešťany

„Ohne Werbung wird der Kurort keinen Weltruhm erlangen“, waren Winters Gedanken, und er erstellte einen Prospekt in fünf verschiedenen Sprachen. Um ein Plakat zu entwerfen, dachte er über ein geeignetes Logo für den Kurort nach. Der junge deutsche Maler Arthur Heyer wurde von Winter beauftragt, mit einer Figur das Gesundwerden darzustellen. Nach einigen Tagen lag bereits eine Skizze des Krückenbrechers (slowakisch Barlolamač) vor. Der begeisterte Winter ließ diesen sofort patentieren. Später versuchten viele andere Städte, auch in Deutschland, dieses oder ein ähnliches Symbol als Wahrzeichen zu verwenden. Im Jahre 1930 ließ Winter die Figur des Krückenbrechers in Bronze gießen, und beim Betreten der Kolonnadenbrücke begrüßt er bis heute alle Besucher der Kurinsel.

#### Kirchen und Gebetshaus

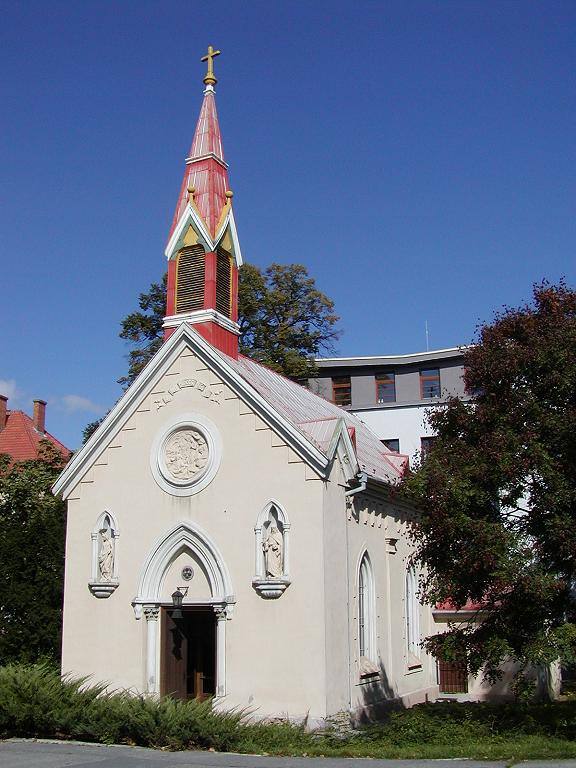
Katholische Kapelle in Piešťany

Winter kümmerte sich um das körperliche Wohl der Menschen, doch wusste er, dass dieses auch eng mit dem geistigen Wohl zusammenhängt, denn der Großteil der Kranken war gläubig. Durch Spendengelder wurde es ermöglicht, diesem Wunsch nachzukommen, und Winter ließ eine römisch-katholische Kapelle errichten, direkt vor der Kolonnadenbrücke. Der Gattin des Oberarztes Dr. Fodor, dessen Gedenktafel noch heute an einem Haus in der Fußgängerzone zu finden ist, ist hauptsächlich der Bau dieser Kapelle zu verdanken. In der Nähe des Spitals wurde auch eine evangelische Kirche erbaut, und erst zur Zeit der Tschechoslowakei bekamen auch die Juden ihr Gebetshaus.

#### Der Marmorpalast
Im Jahr 1898 wurde der Marmorpalast fertiggestellt, er sollte der Stolz der Stadt werden, mit seinen 100 Kabinen und einer Kapazität für 500 Gäste im Renaissance Stil. Benannt wurde er nach Kaiser Franz Joseph, sogar der Botschafter des Kaisers war zur Einweihung des Kurgebäudes gekommen und kürte Winter zum Ritter. Das Gebäude brachte jedoch trotz seiner Schönheit und Berühmtheit einige Probleme mit sich. Wegen seiner ziemlich großen Entfernung zur Thermalquelle und dem Schlamm musste der Schlamm auf Schubkarren zum Hotel transportiert werden und konnte somit nicht mit seiner ursprünglichen Temperatur angewendet werden, was Unzufriedenheit bei den Gästen aufkommen ließ. Im Napoleonbad badeten die Kranken unmittelbar über den kochenden Quellen, was eine stark heilende Wirkung hatte, dies war jedoch im neuen Gebäude nicht möglich. So begannen die Gäste sich mehr und mehr dem eher bescheideneren Napoleonbad zuzuwenden und ließen das luxuriöse Franz-Joseph-Bad außer Acht. 1967 wurde es schließlich gegen den Willen Ľudovít Winters abgerissen. Der Marmor wurde zerschlagen, und das Gebäude fand damals sein Ende. Natürlich schmerzte Winter dieser Vorgang, denn er war der Meinung, dass das Gebäude doch noch für Kurgäste brauchbar gewesen sei, die nur Ruhe und Erholung brauchten und nicht ihre Heilung in den Thermalquellen suchten.

#### Haus Zelený strom
Im Jahre 1902 heiratete Winter seine Frau Leona, geb. Schauer. Im Jahre 1903 kaufte er für sich und seine Familie ein Haus. Es war das ehemalige Hotel Zelený strom (deutsch Grüner Baum).
Das inmitten der heutigen Fußgängerzone auf der Winterstraße stehende Gebäude wurde später verstaatlicht. Winter musste mit seiner Familie ausziehen und hat sein Haus für immer verloren.
Mit Leona hatte er drei Kinder Jan, Elisabeth und Maria. Jan musste vor den Nationalsozialisten fliehen und hat sein Glück in den USA gefunden. Dort gründete er eine Familie und war sein ganzes Leben lang als Professor für Romanische Sprachen an der Universität in Ohio tätig. Seine Tochter Dorothy ist eine angesehene Kunsthistorikerin und lebt in den USA.
Die Tochter Bözsi heiratete den deutschen Grafen von Leonhardi und musste ebenfalls vor den NS fliehen. Sie hat ihr Leben in Australien verbracht. Ihr Sohn John von Leonhardi lebt dort bis heute.
Die jüngste Tochter Maria, verheiratet mit Paul Schulz wurde im Jahre 1945 im KZ Bergen-Belsen umgebracht. Sie hinterließ zwei Kinder – Agnes und Andrej.
Beide Enkelkinder hat Ľudovit Winter nach dem Verlust der Tochter zu sich genommen. Der Enkelsohn Andrej Schulz (26. Dezember 1929 – 31. Mai 2012) zog nach Bratislava, studierte und arbeitete dort als Lehrer. Er heiratete Alzbeta Lörinczova (* 1926), aus der langen Ehe stammt die Tochter Andrea Schulz (* 1966). Sie lebt in Deutschland, arbeitet im Management und ist verheiratet mit dem deutschen Physiker/ Manager Arthur Steinel.
Andrej Schulz hat als Enkel von Ľudovit Winter seit dem Ende von Kommunismus im 1989 bis zu seinem Tod im Jahre 2011 stets dafür gekämpft, dass die Erinnerung an seinen Großvater nicht verblasst. Er hat sich dafür eingesetzt, dass an seinem Geburtshaus Grüner Baum die Gedenktafel für seinen Großvater Ľudovit Winter angebracht wird und dass die Hauptstraße der Fußgängerzone Winterova ulica (Winterstraße) heißt.
Nach dem Fall des Kommunismus in der Slowakei haben die Enkelkinder in einem jahrelangen Gerichtsstreit, im Rahmen der landesweiten Restitution versucht, das Elternhaus zurückzubekommen. Dies ist nicht gelungen und es diente als staatliches Sanatorium für gehbehinderte Kinder. Zurzeit steht das Haus leer.

#### 1910–1912: Bau des Thermia Palace und des Bades Irma

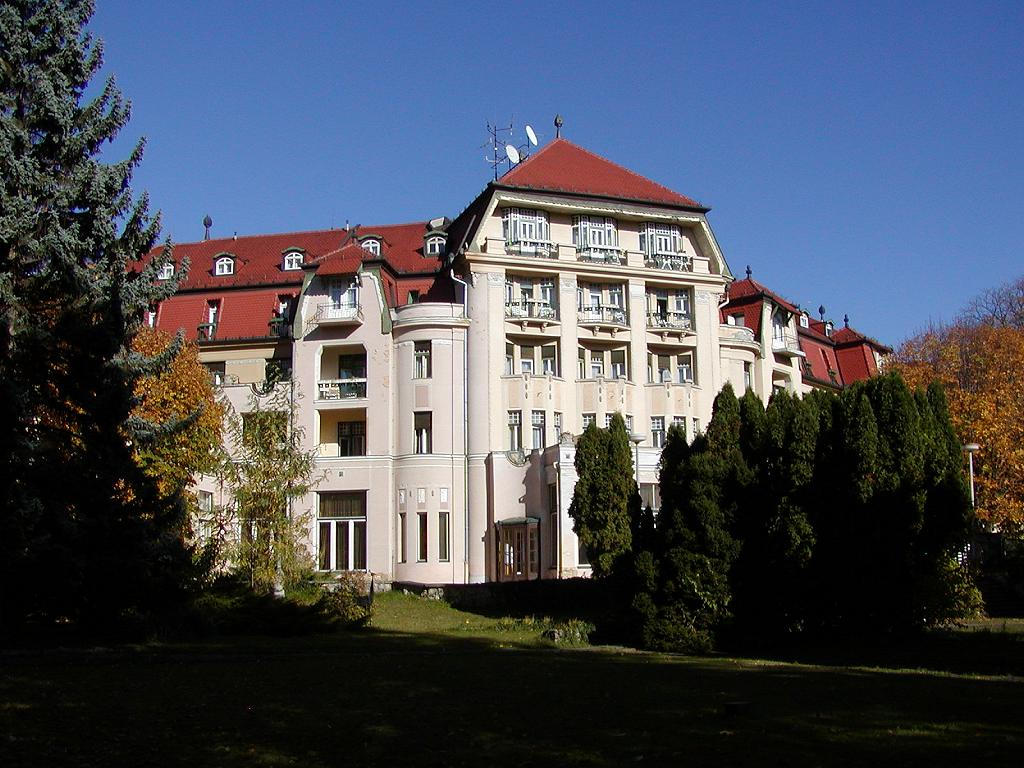
Hotel Thermia Palace in Piešťany

Damals schwebte Winter schon seit längerem der Bau eines neuen Kurhotels und Kurbades vor. Er wollte es diesmal nur richtig machen: Er wollte ein Hotel bauen lassen, welches die Kurbesucher vollständig zufriedenstellen sollte, in dem der Weg vom Hotel zu den Bädern unkompliziert und vor allem nicht weit sein sollte. Mit dem jungen Armin Hegedüs als Projektleiter und Architekt verbrachte Winter das ganze Jahr 1910 damit, den Bau des Hotels zu planen. Bei der Namensfindung suchte Winter nach einem Begriff, der auf der ganzen Welt verstanden und zugleich ein heilendes Kurbad beschreiben würde. Hierbei half ihm seine Mutter mit dem Vorschlag „Thermia Palace“. Heute ist der Name des Hotels weit bekannt und berühmt. Das sich im Nebengebäude befindende Bad nannte er nach der Gräfin Irma Erdödy „Irma“.
Kurz vor dem Beginn der Bauarbeiten ergaben sich Probleme mit der Baugenehmigung. Das zuständige Amt lehnte das Graben eines so tiefen Loches auf der Fläche der warmen Quellen mit der Begründung ab, die Lage der Quellen könnte sich versetzen, so wie es auch in Teplice in Tschechien geschehen war. Zum Glück hatte damals Sebastian Kovacs, ein Professor der Budapester Polytechnik, einen wunderbaren Einfall. Er schlug vor, das Gebäude des Bades auf einer 1 ½ m dicken Betonplatte zu errichten. So wurde es schließlich auch verwirklicht und noch im selben Jahr, nachdem Winter noch einige Kredite bei Banken ausgehandelt hatte, begann man mit den Bauarbeiten. Sein Argument bei den Banken war, der Stadt mit dem Bau eines neuen Hotels nicht nur Devisen, sondern auch Bekanntheit und Ruhm zu verschaffen. Im April 1912 war das Kurhotel bereits für Gäste zugänglich, und der erste berühmte Gast war der bulgarische Zar Ferdinand I.

### 1914–1918: Zeit des Ersten Weltkriegs
Als der Erste Weltkrieg ausbrach, hatte Winter die Idee, die Bäder Piešťanys dem Militär zur Verfügung zu stellen. Gleich drei Tage nachdem er das Telegramm versandt hatte, kam die Antwort aus Wien, das Rote Kreuz wolle mit ihm in Kontakt treten. Schließlich ließ das Rote Kreuz in Piešťany ein Krankenhaus errichten und nachdem alle Vorbereitungen getroffen waren, trafen schon die ersten verletzten Soldaten aus Russland ein. Auch die Einwohner der Stadt boten den Verwundeten ihre Betten an, und so kam es, dass bis zum Ende des Krieges um die 4000 Patienten in Piešťany versorgt wurden. Solch einen Ansturm gab es sonst in keiner anderen Kurstadt, und die Stadt gelangte damals zu großem Ansehen.
In diesen Jahren wurde auf der Kurinsel ein Krankenhaus mit dem Namen „Pro Patria“ errichtet, denn durch ein neues Gesetz wurde die Unterbringung der mit ansteckenden Krankheiten infizierten Personen in separaten Gebäuden, gegebenenfalls auch nur Holzhütten, angeordnet. Winter ließ sich das Geld für den Bau der Holzhütten als Kredit auszahlen und baute auf der Kurinsel ein Spital aus festem Material.
Wegen der unzureichenden Nahrungsmittelversorgung der Soldaten während des Krieges ließ Winter in der Nähe des Bahnhofs eine Mühle bauen, die nach Rószi, seiner Pflegetochter – der Tochter seines verstorbenen Bruders Ferencz Winter (1868–1900), die „Rosa-Mühle“ genannt wurde. Darüber hinaus kaufte die Familie Winter in dieser Zeit mehrere Grundstücke, unter anderem ein ehemaliges Schloss am Ortsrand oberhalb des Flusses Vah, welches unter dem Namen „Villa Bacchus“ als gemütliche Pension und Restaurant umgestaltet und betrieben wurde. Die „Villa Bacchus“ ist heute in Privatbesitz und nicht mehr öffentlich zugänglich.

### Nach dem Ersten Weltkrieg
1918 wurde die Tschechoslowakische Republik gegründet, und die Regierung des Staates befand sich ab der Zeit nicht mehr in Budapest, sondern in Prag. Die Vertreter der ungarischen Macht flüchteten vor der Unzufriedenheit des Volkes. Schließlich lebten immerhin 80 % Slowaken in der Slowakei, und die Amtssprache war bis dahin ungarisch. In jenem Jahr wurde jedoch slowakisch zur Amtssprache. Es war auch für Winter als ungarischer Staatsbürger eine schwere Zeit. In der Folgezeit häuften sich Plündereien, Rache an den Unterdrückern und Reichen. Die Bauern griffen auf den Kurort über und wollten Geschäfte und Hotels plündern. Das konnte jedoch bis auf die Plünderung weniger Geschäfte durch die Anwesenheit vieler Gendarmen, Soldaten und Polizisten auf den Straßen verhindert werden.
Unter den Einwohnern der Stadt stellte sich eine anti-ungarische Stimmung ein, und Winter hatte das Gefühl, nicht länger im Ort willkommen zu sein. Flüchten wollte er dennoch nicht, denn er war weder durch militärische ungarische Macht noch durch politische Ränke in die Stadt gekommen. Wegen der Unannehmlichkeiten, die Winter in jener Zeit erdulden musste, entschloss er sich dennoch, sich nach Ungarn zurückzuziehen. Er ließ einige wichtige Leute der Stadt zu einer kleinen Abschiedsfeier zusammenkommen. Das Treffen endete aber überraschend: Einer der Anwesenden unterbrach Winters Abschiedsrede mit den Worten, die Einwohner der Stadt würden seine Abreise nicht wünschen, sondern wären ihm dankbar für die nun beinahe 30 Jahre seines Wirkens in der Stadt und baten ihn, zu bleiben und weiter seine Ideen im Dienste des Kurorts umzusetzen. Diese Worte bewogen Winter, seinen ursprünglichen Entschluss nicht in die Tat umzusetzen und stattdessen weiter im Ort zu bleiben.
Nach 30-jährige Wirkungszeit der Winters hatte der Ort im Jahr 1919 einen gewissen kulturellen Standard erreicht. Eine Kanalisation, eine Wasserleitung, Spazierwege aus Beton und auch die Betonstraßen verschönerten besonders im Kurbereich die Stadt. Diese Zustände waren zwar im Kurort erreicht worden, doch in der Stadt war die Situation anders. Die Straßen waren mit Schlamm oder Staub verschmutzt, die Häuser hatten nasse Wände, die Fußböden waren aus Erde und die Dächer aus Stroh. Im Sommer war es unter den Einwohnern Piešťanys zur Gewohnheit geworden, sich mit der gesamten Familie einen Raum zu teilen, während die anderen Räumlichkeiten an Kurgäste vermietet wurden. Da Winter nun auch einen Sitz im Stadtrat hatte, zählten die Einwohner auf seine Hilfe in der Weiterentwicklung der Stadt, denn damals waren die Tschechen im Aufbau der Städte schon viel weiter gekommen als die Slowaken. Winter ermutigte die Einwohner, nicht untätig zu sein und auf fremde Hilfe zu warten. Die Bewohner der Stadt nahmen Winters Worte begeistert auf, und so kam es, dass ein halbes Jahr später die ersten technischen  Arbeiter ankamen, die unter Winters Anweisungen verschiedene Aufgaben zu erledigen hatten. Eine neue Schule war zu errichten, Straßen und Gassen sollten ausgebaut, mit Kanalisation und Wasserleitungen ausgerüstet und asphaltiert werden, die ganze Stadt sollte eine Kanalisation erhalten, und entlang der Vah sollten Dämme zum Hochwasserschutz entstehen.

### 1920–1928
In jener Zeit entstand der Spazierweg im Kurort und es wurden zusätzliche Parkbänke mit Blick auf die Vah aufgestellt, damit die Besucher die damals noch in Betrieb befindlichen Mühlen hören konnten und einen Blick auf den Berg „Považský Inovec“ im Hintergrund hatten. Außerdem wurden damals die durch die Stadt verlaufenden Bäche „Dubove“ und „Cachtice“ reguliert und eine neue Schule, das Bezirksgericht und zahlreiche andere Bauten, darunter auch Villen, errichtet. Für all jene Vorhaben waren jedoch Finanzmittel notwendig, die nur über einen Kredit zu realisieren waren. Dieses Vorhaben wurde jedoch durch den Staat erschwert. Rudolf Schultz, der einst Winter gebeten hatte, die Stadt nicht zu verlassen, stellte sich nun in die Gegenoffensive: Er brachte in Umlauf, dass der Kredit nur zu Winters eigenem Nutzen und nicht der Stadt dienen werde. Diese Nachricht drang bis nach Prag, und man spielte mit dem Gedanken, die Kurstadt zu verstaatlichen. Man entschied sich dennoch, die Stadt Ľudovít Winter, mit all seinen unternehmerischen Fähigkeiten zu überlassen und der Staat hatte weiterhin die Aufgabe, das Geschehen gesundheitlicher Aufgaben zu beobachten. Winter wurde also ein Kredit gewährt und damit beauftragte er die beiden Architekten Frantisek Wimmer und Bandi Szönyi. So wurden schrittweise folgende Arbeiten vorgenommen:

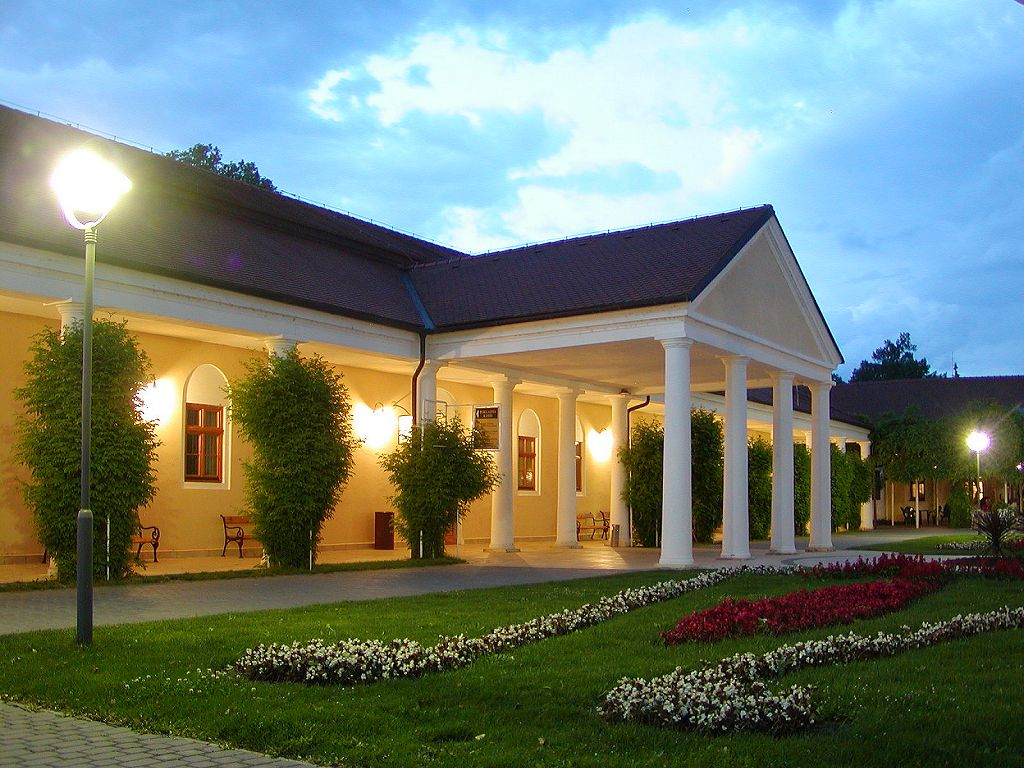
Napoleonbad in Piešťany

- Die Modernisierung des Napoleonbades. Über den Schlammbädern (Napoleon III.) wurde ein zweiter Stock errichtet, womit sich die Anzahl der Kabinen verdoppelte. Die nassen Wände wurden trockengelegt, und man kümmerte sich um eine gute Belüftungsanlage. Ein neuer Thermalbrunnen mit dem Namen Trajan wurde errichtet. Außerdem wurden neue elektrische Pumpen installiert.

- Pro Patria und der Garten Cyril, die ursprünglich militärischen Zwecken gedient hatten, wurde nur für soziale Zwecke zur Verfügung gestellt. Cyril wurde zu einem Krankenhaus I. Klasse für anspruchsvollere Gäste umgebaut.

- Der Bau des Schwimmbades Eva. Die Idee und deren Realisierung waren das Werk von Winters Mitarbeiter Edmund Tolnai. Er und Winter gingen davon aus, dass Patienten gerne mit gesunden Mitgliedern der Familie anreisen, welche auch ein Vergnügen bräuchten. Piešťany eignete sich hervorragend dafür, denn es herrschte ein angenehmes Klima, da die Berge das Tal vor Stürmen schützten. Es gibt so zahlreiche Heilquellen, dass man auch die Schwimmbecken mit Thermalwasser füllen könnte, was wiederum die ideale Sauberkeit bedeutete. Außerdem war es eine günstige Methode, denn man ersparte sich das Erwärmen und die Reinigung des Beckenwassers mit Chlor. Es wurden zwei Becken gleicher Größe erbaut, eines draußen und eines als Innenbecken. Die Maße wurden den Ansprüchen der Sportexperten gerecht. Rundherum ließ man große Flächen für verschiedene Sportarten und Platz zum Sonnen errichten. All dies sollte für die Jugend als Möglichkeit zur Ausübung von Wassersportarten im Sommer wie im Winter dienen. Im Jahr 2007 wurden die aktuellen Umbauarbeiten des Bades durchgeführt, das mittlerweile einen slowakeiweiten Ruf als „Mütterchen“ aller Bäder hat, da es seit den frühen 1960er Jahren nicht mehr umgebaut wurde. Die beiden Becken, die unter Winter entstanden sind, gibt es dort heute noch. Sie sind umgeben von Tennis- und Volleyballplätzen. Die günstige Lage des Schwimmbades, inmitten der Kurinsel, lässt keinen Touristen unbeachtet daran vorbeigehen.

- Rund um die Vah wurden weitere Dämme für den Hochwasserschutz des Ortes errichtet. Die die umliegende Gegend wurde als Park genutzt. Ľudovíts Bruder Imrich Winter (auch unter dem ungarischen Vornamen Imre, 1878–1943) entwarf zusammen mit einem Professor der mährischen Hochschule einen Golfplatz, den man über die „Topolova“-Allee erreicht. Ein weiterer Wanderweg wurde in der weiteren Umgebung Piešťanys (im heutigen „Banka“) eingerichtet, der auf einen kleineren Berg namens „Cervena Veza“ führte.

- Da Imrich Winter, der Bruder Ľudovíts ein erstklassiger Geigenspieler war, ließ er an der Vah ein kleines Theater in der Natur  errichten, mit dem Namen „Stadion“. 1928 bei den Feierlichkeiten zum 100. Todestag Schuberts wurde dort Schuberts „Unvollendete“ aufgeführt.

Zwei Jahre lang dauerte die Zusammenarbeit mit der Firma Wimmer-Szönyi. Nach der Realisierung jener Vorhaben gewann die Stadt nicht nur an Patienten, sondern auch anderen Besuchern, die zu Vergnügungs- und Erholungszwecken anreisten.

### 1928–1930: Bau der Brücken

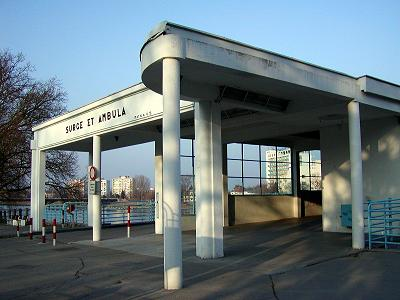
Eingang zur Kolonnadenbrücke mit der Aufschrift Surge et Ambula (dt.: Steh auf und geh) in Piešťany

Winter äußerte während eines Besuchs des Ministerrates in Piešťany seine Bedenken zur hölzernen Brücke Piešťanys, die damals die einzige Verbindung zwischen der Stadt und dem Kurort war. Zu all dem war sie auch im Besitz der Familie Erdödy, die deshalb das Recht besaßen, Miete zu verlangen. Seine Klage wurde erhört, und man begann mit der Planung einer neuen Brücke, welche Piešťany mit dem heutigen Banka verbinden sollte, die etwa 200 m vom Hotel Thermia entfernt war. Der Plan für die Brücke wurde mit Hilfe von Ivan Grebenik erstellt. 1928 äußerte der anwesende Ing. Liewald die Bitte, eine Entfernung der Brücke vom Hotel von mindestens 500 m einzuhalten und eine Straße zur Verbindung der Brücke mit der Insel einzurichten. Ein Jahr darauf wurde sie fertiggestellt.
Jedoch war Winter noch immer nicht zufrieden. Er war der Ansicht, die Stadt brauche eine geschützte, überdeckte Brücke mit Geschäftsräumen. Deshalb teilte er, auf einer Reise nach Wien, Ing. Schwarz aus der Schweiz, dem Vertreter in Trnava des Wiener Bauunternehmens Pittel und Brausewetter, seine Pläne mit. Dieser erstellte eine Skizze einer Betonbrücke, die nur eine Million Kronen kosten sollte. Leider fehlte hier aber der gewünschte obere Teil der Brücke mit den Geschäftsräumlichkeiten und überdeckten Fußwegen. Also wandte sich Winter wiederum an Ing. Liewald, dem er bereits vertraute und ihn als Ästheten kannte. Dieser wiederum empfahl Winter den jungen Architekten Emil Belluš. Durch ihn entstand der endgültige Entwurf der neuen Brücke, mit zwei Gehwegen, die nebeneinander und überdacht waren, die Sonne und Ausblick und gleichzeitig Schutz vor Wind bot. Zudem waren an beiden Enden der Brücke Geschäfte vorgesehen worden. Damit entsprach der Plan genau Winters Vorstellungen.
Im Jahr 1930 begann man mit dem Bau der Brücke. Die Firma Pittel und Brausewetter übernahm den unteren Teil, während Belluš für den oberen Teil der Brücke zuständig war. Winters Wunsch war es, die Figur des Krückenbrechers am Portal der Brücke anzubringen. Diese Aufgabe übernahm Robert Kühmayer, ein Künstler aus Bratislava. Große Sorge bereitete Winter die Schriften, welche an beiden Portalen der Brücke angebracht werden sollten. Er wollte, dass sie das Gesundwerden der Kranken ausdrücken und von allen verstanden werden. Die beste Idee diesbezüglich hatte Dr. Rapant aus Bratislava, der vorschlug, auf der einen Seite die ersten Worte des Epos Adam Trajan aus dem Jahr 1642 zu verwenden, welche lauten: Saluberrimae Pistinienses Thermae (Lobgesang an den Kurort Piešťany). Für die andere Seite der Brücke wurden die Worte Surge et Ambula (dt. Steh auf und geh, Mt. 9,6) gewählt. In beiden Fällen handelt es sich um bekannte lateinische Zitate, die in der ganzen Welt verstanden werden. Zu guter Letzt schmückte man die Brücke mit einer gläsernen Wand, deren Ornamente der Maler Martin Benka schuf. Es waren Darstellungen slowakischen Landschaften und aktueller Menschenbilder.
Im Jahr 1945, als Hitlers Truppen Piešťany verließen und die Brücke sprengen wollten, fand sich ein mutiger Mensch, Filip Hanic, der zu jener Zeit einige der wertvollen Glasgemälde von der Brücke entfernte und sie bei sich zu Hause aufhob. Erst im Jahre 1956, als das neue Regime Renovierungsarbeiten an der Brücke durchführte, gelangten die Kunstwerke wieder an ihren ursprünglichen Platz. Auch die bronzene Tafel, die besagte, dass diese Brücke unter dem Besitzer der Stadt mit staatlicher Hilfe erbaut worden ist und sich Gottes Segen für dieses Werk erbittet, wurde 1956 erneuert. Auf der kleinen Tafel stand nun, dass die Brücke dem arbeitenden Volk diene.

### 1932–1938: Hitlers Wirken
Am 24. März 1932 gab das Preußische Innenministerium einen Erlass heraus, der verbot, den „in letzter Zeit mit allen Mitteln der Propaganda angepriesenen ausländischen Schlamm“ in Umlauf zu bringen und gebot, von nun an nur noch „deutschen Schlamm“ zu verwenden. Noch im gleichen Jahr folgte ein weiteres Verbot: Der deutsche „Reichsfremdenverband“ rief öffentlich Ärzte aus aller Welt dazu auf, den Schlamm aus Piešťany nicht zu verwenden, da er, seiner Ansicht nach, nicht über die notwendige Qualität verfüge. 1935 sollte dies durch die Veröffentlichung des Buches „Untersuchungen über die chemische und bakteriologische Beschaffenheit verschiedener Heilschlammsorten“ des Zahnarztes Werner Judt von der hygienischen Abteilung Magdeburgs  bewiesen werden. Darin wurde dargelegt, dass der aus Piešťany exportierte Schlamm schädliche Bakterien enthalte, und demnach der Genesung abträglich sei. Diese Unwahrheit hatte Bestand, bis die beiden Dermatologen Dr. Akluyver und Dr. Czuda im Jahr 1935 den Inhalt des Werkes überprüften und feststellten, dass die Ansichten des Autors medizinisch falsch und unprofessionell waren. Gleich darauf reichte Winter eine Klage ein, durch die die Verbreitung des Buches verboten werden sollte. Die 21. Zivilkammer des Landesgerichtes Berlin 15 verbot noch im selben Jahr die Veröffentlichung des Buches. Ein nächster Schlag ergab sich, als in der Nähe von Mecklenburg in Deutschland eine Art von Schlamm gefunden wurde. Eine Firma, die die Prospekte des Heilschlamms aus Piešťany kannte, gründete die Gesellschaft Teufelsbad AG, bezeichnete den Schlamm als heilend und erstellte zu allem Überfluss auch noch eigene Prospekte, die denen aus Piešťany sowohl von den Bildern als auch vom Text her sehr ähnelten. Auch hier reichte Winter Klage ein und gewann den Prozess. Er hatte damals noch Glück, da im Jahre 1936 die Gerichte noch weniger politisch beeinflusst waren.

### Teilung der Republik
Hitler kannte das Verlangen des slowakischen Volkes gut, sich von den Tschechen trennen zu wollen. Darauf basierte seine Strategie, sein Wirken in der Tschechoslowakei zu beginnen. In der Slowakei wurde als Zeichen der Unabhängigkeit der Slowaken von den Tschechen die Hlinka-Garde (Hlinkova Garda) gebildet. In dieser Zeit gab es viele Verhandlungen zwischen Bratislava und Prag, die von Karol Sidor geleitet wurden. Dieser war ein guter Freund von Winter. Im Jahr 1938 bekam die Slowakei eine eigene Regierung, und ein Parlament. Dr. Joseph Tiso, der ehemalige Gesundheitsminister, wurde zum Ministerpräsidenten ernannt. Auch mit ihm hatte Winter oft Kontakt gehabt, und Tiso beobachtete das Geschehen in Piešťany, denn einmal in der Woche reiste er durch Piešťany ins nicht weit entfernte Banovce, um dort die heilige Messe zu besuchen. Dr. Vojtech Tuka, ein ehemals aufgrund von Revolten gegen die Tschechen zum Tode verurteilter Universitätsprofessor, war nun einer der ersten, die aus dem Gefängnis entlassen wurden. Da eine Bekannte von ihm im Kurhaus angestellt war, bat sie Winter, Tuka in Piešťany einen Aufenthalt zu gewähren, da er Erholung brauchte. So gab Winter Tuka und seiner Gattin ein Doppelzimmer im Kurhaus Cyril. Tuka war Winter zu jener Zeit sehr verbunden, doch dieser Zustand dauerte nicht lange an. Schon bald ließ sich Tuka eine Gardeuniform nähen und bekam immer öfter hohen politischen Besuch. Tiso und die Minister waren oft im Kurbad zu sehen. Im November 1938 besuchte ihn Franz Karmasin, ein durch das deutsche Reich in die Slowakei entsandter „Berater“, der wohl der Kontrolle der Regierung dienen sollte. Nach dessen Ankunft verließ Tuka heimlich das Land und kehrte nach acht Tagen wieder zurück. Winter erfuhr, dass Tuka nun als Hitlers heimlicher Informant und Spion deutschen Interessen diente. Nach seinem zweimonatigen Aufenthalt in Piešťany bat er Winter schließlich im Dezember des Jahres 1938, sich vom Balkon aus von den Bürgern der Stadt verabschieden zu dürfen. Hier musste Winter mitanhören, wie Tuka vom Balkon seines Hotelzimmers aus dem Volk verkündete, er wolle die Macht der Winter in Piešťany unterbinden.

### Abschiebung der Juden
Die Hlinka-Garde musste nun den Befehlen Hitlers folgen. In einem unter der Überschrift Die Slowakei schiebt ihre Juden ab im „Völkischen Beobachter“, Nr. 8, im November 1938 erschienenen Artikel wurden als erste die beiden jüdischen Familie Winter und Leonhard genannt, die durch ihre Tätigkeit die Kurstadt zerstören würden. Im selben Jahr wurde Winter gebeten, seine Investitionen in die Stadt einem deutschen Konsorten zu verkaufen. Winter würde gut ausbezahlt werden, und die Familie Erdödy würde daran Millionen verdienen. Noch bevor ein Entschluss gefasst werden konnte, begannen bereits Verhandlungen zum Verkauf der Kurstadt an den Staat, und die Verhaftung Winters wurde geplant.
Im Jahr 1941 begannen Hausdurchsuchungen durch Hitlers Truppen, deren Grund jedoch unklar blieb. In Piešťany war Ľudovíts Bruder Imrich als einer der Ersten betroffen sowie die Familie Leonhard und andere jüdische Familien. Bald begannen Deportationen, und zahlreiche Juden mussten sich verstecken oder flüchten. Schon 1942 kam der Befehl, dass arische Familien keine Juden verstecken durften. Für Ľudovít Winter und seinen Bruder Imrich galt hier jedoch auf Grund Winters guter Bekanntschaft zu Tiso eine Ausnahme. Doch diese half ihm nicht lange, denn bereits im Jahr 1944, nach einem Widerstandsversuch der Slowakei gegen Hitlers Regime, übernahm das deutsche Militär die Macht über das Land, und die Ausnahmeregelung für Ľudovít galt nicht länger. Sein Bruder Imrich war inzwischen, nach einer Prostataoperation an einer Blutvergiftung gestorben. Dieser hatte sich in Piešťany um den Ausbau der Parks gekümmert, um die kleinen, mit Thermalwasser gefüllten Teiche, die noch heute die Kurinsel zieren, und auch er war es, der Spuren von Ludwig van Beethoven in der Villa Bacchus gefunden hatte, die einige Kilometer von Piešťany entfernt liegt (heute noch kann man dort das Gedenkzimmer besuchen). Winter musste sich ein Versteck suchen und fand es in der Lazarettgasse (Lazaretska Ulica) 18, wo eine Witwe ihm einen Schlafplatz bot.
Schließlich wurde im Jahr 1944 sein Versteck doch erkannt, und Winter wurde verraten. Winter wurde, zusammen mit anderen Juden in ein Konzentrationslager für Juden nach Sered gebracht. Den Rest des Jahres 1944 und 1945 verbrachte Winter zuerst im Konzentrationslager Sered und danach in Theresienstadt. Doch da er vielen bekannt und durch sein Wirken in Piešťany auch beliebt war, entkam er trotz seines Alters dem Tod im Konzentrationslager. Er musste aber tatenlos zusehen, wie viele seiner Verwandten und Freunde dort umkamen. Nach dem Kriegsende 1945 konnte Winter, trotz aller Zweifel, wie man ihn dort empfangen und aufnehmen würde, nach Piešťany zurückkehren.

### Ab 1945: Zeit des Kommunismus, Pension Winters
Nach seiner ersehnten Rückkehr nach Piešťany erfuhr Winter eine große Enttäuschung. Er war umgeben von Menschen, die ihn nicht kannten oder ihn zwar erkannten, aber nicht kennen wollten. Der herrschende kommunistische Zeitgeist sah es nicht gerne, dass einem einzelnen Menschen der Großteil der Verantwortung für die Stadt zu teil war. Winter wurde aus seinen administrativen und geschäftlichen Tätigkeiten entlassen und durch Mitglieder der Partei ersetzt. Im Jahre 1950 war im noch die Verantwortung für die neu erbaute Wohnlandschaft „Floreat“ zuteilgeworden. Im selben Jahr erlitt Winter jedoch einen schweren Unfall, als er aus dem noch fahrenden Zug beim Aussteigen fiel und sich dabei schwer am Rücken verletzte. Winter „wurde“ ab diesem Zeitpunkt in Pension gegangen und kämpfte regelmäßig um sein Recht auf Invalidenpension. Letztendlich war alles, was ihm pro Monat zur Verfügung stand, eine Pension von 250 Kronen, eine Summe, die auch für damalige Verhältnisse sehr niedrig war. Winter, der einst Piešťany durch sein Wirken, zu weltweiten Ruf verholfen hatte, erhielt nun vom Staat eine Mindestpension, wie sie nur die Ärmsten der Armen bekamen. Erst im Dezember 1963 kam eine gute Nachricht: Eine Pension von 250 Kronen im Monat sei gesetzeswidrig, denn das Invalidenminimum betrüge 400 Kronen, welche Winter schließlich auch bis zu seinem Tod erhielt.
Ľudovít Winter starb 1968 in Piešťany im Alter von 98 Jahren und wurde auch dort auf dem Bratislava-Friedhof beigesetzt.

## Würdigung
Zwar erkannten die Kommunisten das Wirken Winters in Piešťany nicht an, nicht zuletzt deswegen, weil er sich bis zu seinem Tod selbst als Kapitalist bezeichnete, doch nach dem Jahr 1989 wurden in Piešťany einige Änderungen vorgenommen. Es wurde eine Fußgängerzone errichtet, und zwar in der Straße, in der auch Winters Haus („Zelený Strom“) steht, die im Jahr 1991 nach Winter benannt worden ist („Winterova Ulica“). Auf der Fassade von Winters ehemaligen Haus ist eine Gedenktafel angebracht, die an sein Wirken in der Stadt erinnern soll. Das Krankenhaus, das sich seit 2006 im EU-geförderten Umbau befindet, ist nach Ľudovíts Vater benannt: „Nemocnica Alexandra Wintera“. Die Familie Winter hat die Stadt Piešťany geprägt, deren Einwohner durften dies aber erst nach 40 Jahren Realsozialismus wieder anerkennen.
Winter wurde posthum die Ehrenbürgerschaft der Stadt Piešťany verliehen. Anlässlich dieser wurde eine Gedenkmünze herausgegeben.
Im Jahr 2008 erschien auch im slowakischen Fernsehen der Film Optimista, in dem Dušan Trančík sein Leben dokumentierte.